# Sœurs de saint Joseph de Mexico
Les  sœurs de saint Joseph de Mexico sont une congrégation religieuse féminine enseignante, hospitalière et missionnaire de droit pontifical. 

## Historique
La congrégation est fondée le 22 septembre 1872 à Mexico par Joseph Marie Vilaseca i Aguilera avec Cesárea Esparza y Dávalo. Les premières constitutions religieuses sont approuvées le 8 décembre 1876 par Mgr Pelagio Antonio de Labastida y Dávalos, archevêque du diocèse de Mexicoet les premières religieuses prononcent leurs vœux religieux le 25 janvier 1877. Sous la direction du fondateur, l'institut se répand dans diverses régions du Mexique.
En 1903, Josefa Pérez est élue supérieure générale jusqu'en 1920, sous son généralat les religieuses s'installent au Nicaragua, au Salvador, à Cuba et aux États-Unis. En raison de la politique anticléricale de Plutarco Elías Calles, bon nombre des possessions de la congrégation sont confisqués par l'État et les religieuses doivent abandonner un certain nombre de jardins d'enfants, des écoles et des hôpitaux. 
L'institut reçoit l'approbation pontificale le 18 mai 1903 ; leurs constitutions sont approuvées par le Saint-Siège en 1907 et enfin le 28 septembre 1920. 

## Activités et diffusion
Les sœurs se consacrent à l'enseignement, aux soins des malades et à l'œuvre missionnaire. 
Elles sont présentes en:
- Amérique du Nord : Mexique, États-Unis.
- Amérique centrale : Costa Rica, Nicaragua, Porto Rico, Salvador.
- Amérique du Sud : Pérou, Venezuela.
- Afrique : Angola.

La maison généralice est à Mexico. 
En 2017, la congrégation comptait 553 sœurs dans 80 maisons.